# Pseudomecas
Pseudomecas es un género de escarabajos longicornios de la subfamilia Lamiinae. Fue descrito por Per Olof Christopher Aurivillius en 1920.

## Especies
- Pseudomecas elegantissima Martins y Galileo, 1998
- Pseudomecas femoralis Aurivillius, 1920
- Pseudomecas mourai Dos Santos Ferreira, Da Silva Ferreira y Bravo, 2023
- Pseudomecas nigricornis Martins y Galileo, 1998
- Pseudomecas pallidicornis Aurivillius, 1923
- Pseudomecas pickeli (Melzer, 1930)
- Pseudomecas suturalis Martins y Galileo, 1985